# 二苯基锡
二苯基锡是化学式 (C6H5)2Sn的有机锡化合物，目前仍未被分离。

## 历史
早在1920年，Erich Krause和Reinhard Becker就尝试通过苯基溴化镁和无水氯化亚锡反应得到二苯基锡。反应得到了黄色固体，但在1963年Wilhelm P. Neumann和Klaus König发现这种黄色固体其实是二苯基锡的聚合物。
1926年，Robert F. Chambers和Philip C. Scherer试图通过二苯基二氯化锡和钠反应得到二苯基锡，但Neumann和König在1963年发现真正的反应产物是二苯基锡烷。

## 制备和反应
二苯基锡可以由二苯基二氯化锡和萘钠反应而成，但产物不能分离，会立刻反应生成六聚体：
二苯基锡也可以由3,4-二取代-1,1-二苯基锡代环-3-戊烯的热分解或光解而成。反应产生的二苯基锡在合适的试剂存在下可以被截获，但如果没有截获试剂则也会形成聚合物。
和大多数锡烯一样，计算化学显示二苯基锡的二聚体四苯基乙锡烯比单体稳定47.7 kJ/mol。四苯基乙锡烯还能变成二苯基锡的二苯基锡配合物，能量降低20.5 kJ/mol。不过，Sn2Ph4最稳定的结构是PhSnSnPh3。在二苯基锡的二聚反应中，这些过渡态会依序出现。
二苯基锡可以作为簇合物中的配体。

## 结构
根据计算，二苯基锡的C–Sn–C键角为97.4°，Sn–C键长为2.18 Å。